# Тори Ејмос
Мајра Елен Ејмос (енгл. Myra Ellen Amos; Њутон, Северна Каролина, 22. август 1963), познатија као Тори Ејмос (енгл. Tori Amos), америчка је кантауторка и пијанисткиња.

## Дискографија

### Студијски албуми
- (1992)
- (1994)
- (1996)
- (1998)
- (1999)
- (2001)
- (2002)
- (2005)
- (2007)
- (2009)
- (2009)
- (2011)
- (2012)
- (2014)
- (2017)
- (2021)
- The Music of Tori and the Muses (2025)

## Награде и номинације
- Награде Греми

| Година | Категорија                        | Номиновано дело | Исход      |
| ------ | --------------------------------- | --------------- | ---------- |
| 1995.  | Најбољи албум алтернативне музике |                 | Номинација |
| 1997.  | Најбољи албум алтернативне музике |                 | Номинација |
| 1999.  | Најбољи албум алтернативне музике |                 | Номинација |
| 2000.  | Најбољи албум алтернативне музике |                 | Номинација |
| 2002.  | Најбољи албум алтернативне музике |                 | Номинација |

- Награде Кју

| Година | Категорија           | Номиновано дело | Исход    |
| ------ | -------------------- | --------------- | -------- |
| 1992.  | Најбољи нови извођач | —               | Освојено |